# Caudichthydium
Caudichthydium is een geslacht van buikharigen uit de familie Chaetonotidae. De wetenschappelijke naam van het geslacht werd in 1990 voor het eerst geldig gepubliceerd door Schwank.

## Soorten
- Caudichthydium hummoni (Ruppert, 1977)
- Caudichthydium rupperti (Mock, 1979)
- Caudichthydium supralitorale (Mock, 1979)